# Cattedrale di San Paolo (La Valletta)
La cattedrale di San Paolo (in maltese: Katidral ta' San Pawl) si trova a La Valletta, ed è una delle tre cattedrali anglicane della diocesi di Gibilterra in Europa.

## Storia e descrizione
La cattedrale è stata commissionata dalla regina madre Adelaide durante una visita a Malta nel XIX secolo, dopo aver scoperto che sull'isola non sorgeva alcun luogo di culto anglicano. La chiesa venne costruita tra il 1839 e il 1844 sul sito in cui sorgeva l'Auberge d'Allemagne (la casa conventuale del Cavalieri Ospitalieri tedeschi), su progetto di William Scamp. La regina consorte Adelaide pose la prima pietra il 20 marzo 1839.
La cattedrale, costruita con pietra calcarea maltese in stile neoclassico, costituisce un punto di riferimento a La Valletta a causa della sua guglia che si innalza per oltre 60 metri. La cattedrale ha colonne con capitelli di ordine corinzio, mentre i capitelli delle sei colonne del portico sono di ordine ionico. Le dimensioni interne dell'edificio sono 33,5 metri x 20.4 metri. Il Santissimo Sacramento è posto nella cappella della Madonna che si trova a sinistra del pulpito, di fronte all'altare.